# Claveisolles
Claveisolles település Franciaországban, Rhône megyében. Lakosainak száma 557 fő (2022. január 1.). Claveisolles Le Perréon, Poule-les-Écharmeaux, Saint-Didier-sur-Beaujeu, Saint-Nizier-d'Azergues, Vaux-en-Beaujolais, Lamure-sur-Azergues és Marchampt községekkel határos.

## Népesség
A település népességének változása:
| Lakosok száma | 649  | 662  | 757  | 635  | 605  | 576  | 570  | 564  | 557  |
|               | 2013 | 2015 | 2016 | 2017 | 2018 | 2019 | 2020 | 2021 | 2022 |